# Сухий лиман
Сухи́й лима́н — лиман в Україні, у межах Одеського району Одеській області. Розташований на північно-західному узбережжі Чорного моря, поблизу міст Одеса й Чорноморськ.

## Опис
Довжина лиману 15 км, ширина від 0,1 до 3 км, площа 10 км², пересічна глибина 3—6 м (максимальна — 15 м). Солоність води 14—16 ‰.  Раніше лиман був відділений від Чорного моря піщано-черепашковим пересипом завширшки 70—90 м, заввишки 1,1—1,6 м. Верхня частина лиману більш мілководна (до 1,5 м), північна і західна частини відділені греблями і перетворились на прісноводні стави. До лиману впадають річки Дальник (з півночі) та Аккаржанка (із заходу).
У 1957 р. Сухий лиман у зв'язку з будівництвом порту в Чорноморську був поєднаний з морем навігаційним каналом завглибшки 16 м і завширшки 180 м, тому тепер фактично являє собою морську затоку.

## Флора і фауна
Поширені водолюбні рослини, при берегах зарості очерету й осоки. Лиман є місцем нересту і нагулу таких видів риб, як глось, бички (особливо чисельний зеленчак), атерина, кефалі. Через забруднення лиману чисельність і біомаса багатьох форм життя зменшується, поширюються морські види з Чорного моря.

## Про назву

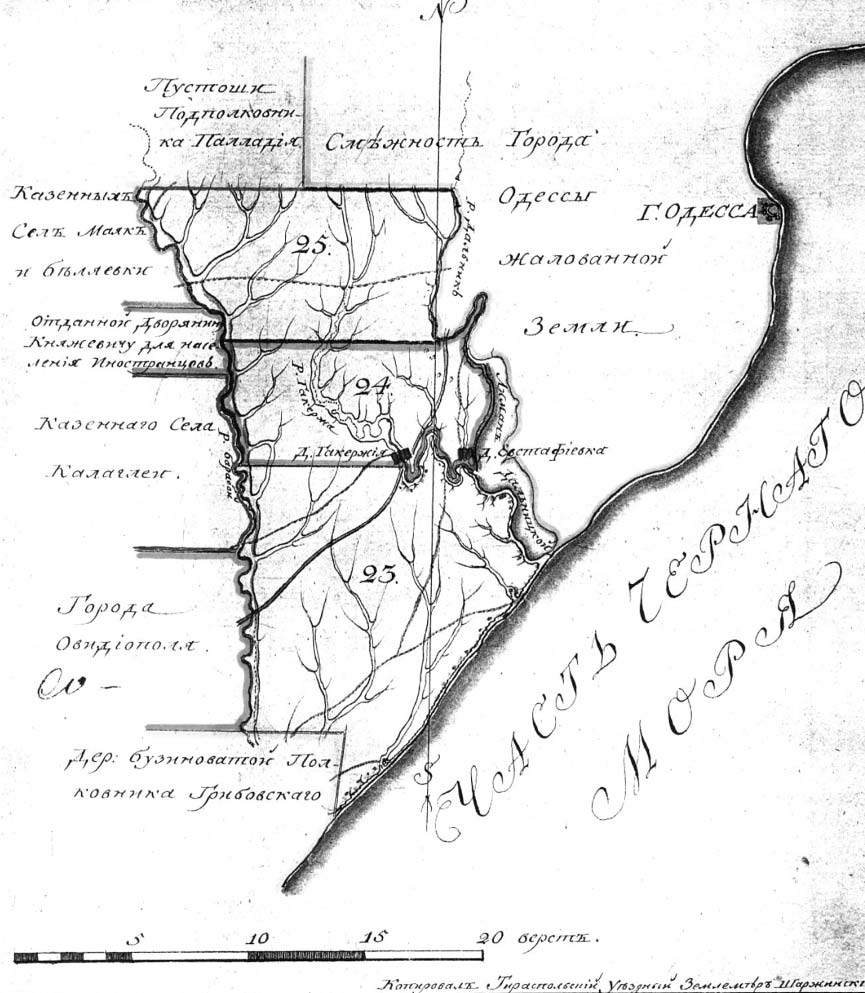
Сухий лиман на старій карті

Свою сучасну назву лиман отримав від того, що в часи ізоляції від моря періодично пересихав, іноді до площі 1 км². Попередня назва лиману — Клайнлібентальський лиман — походить від нім. Kleinliebenthal, «Мала долина кохання». Цю назву дали лиману німецькі колоністи. Верхів'я лиману розташовані в двох долинах:
- Клайнлібенталь, нім. Kleinliebenthal, «Мала долина кохання». У цій долині розташована основна частина лиману, до якої впадає річка Дальник. На березі розташоване село Малодолинське (стара назва — Клайнлібенталь).
- Гросслібенталь, нім. Großliebenthal, «Велика долина кохання». У долині утворилася затока, до якої впадає річка Аккаржанка. На березі затоки розташоване селище Великодолинське (стара назва — Гросслібенталь).

## Галерея

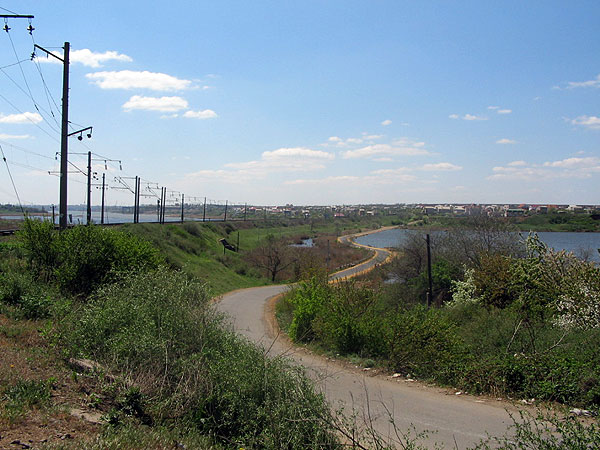
Переїзд через лиман у верхів'ї
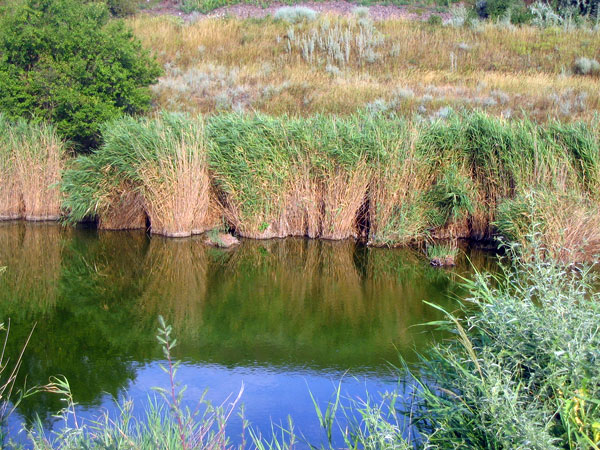
Верхів'я лиману: біля берега
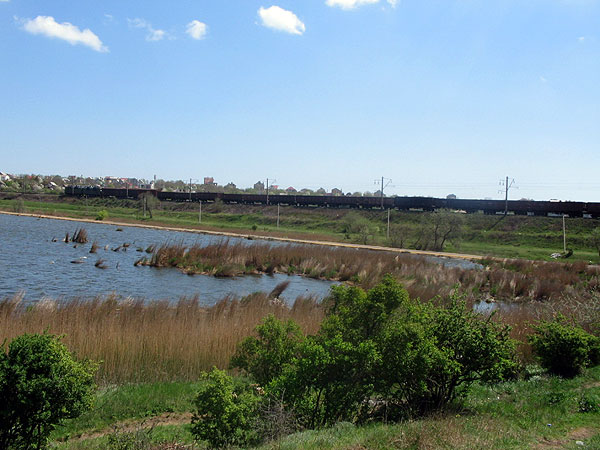
Верхів'я лиману
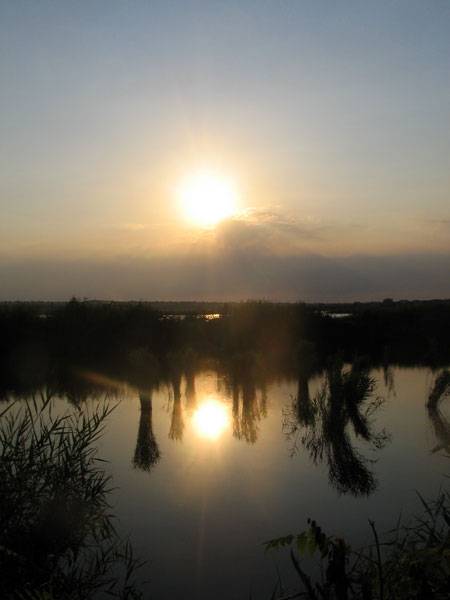
Захід сонця на лимані
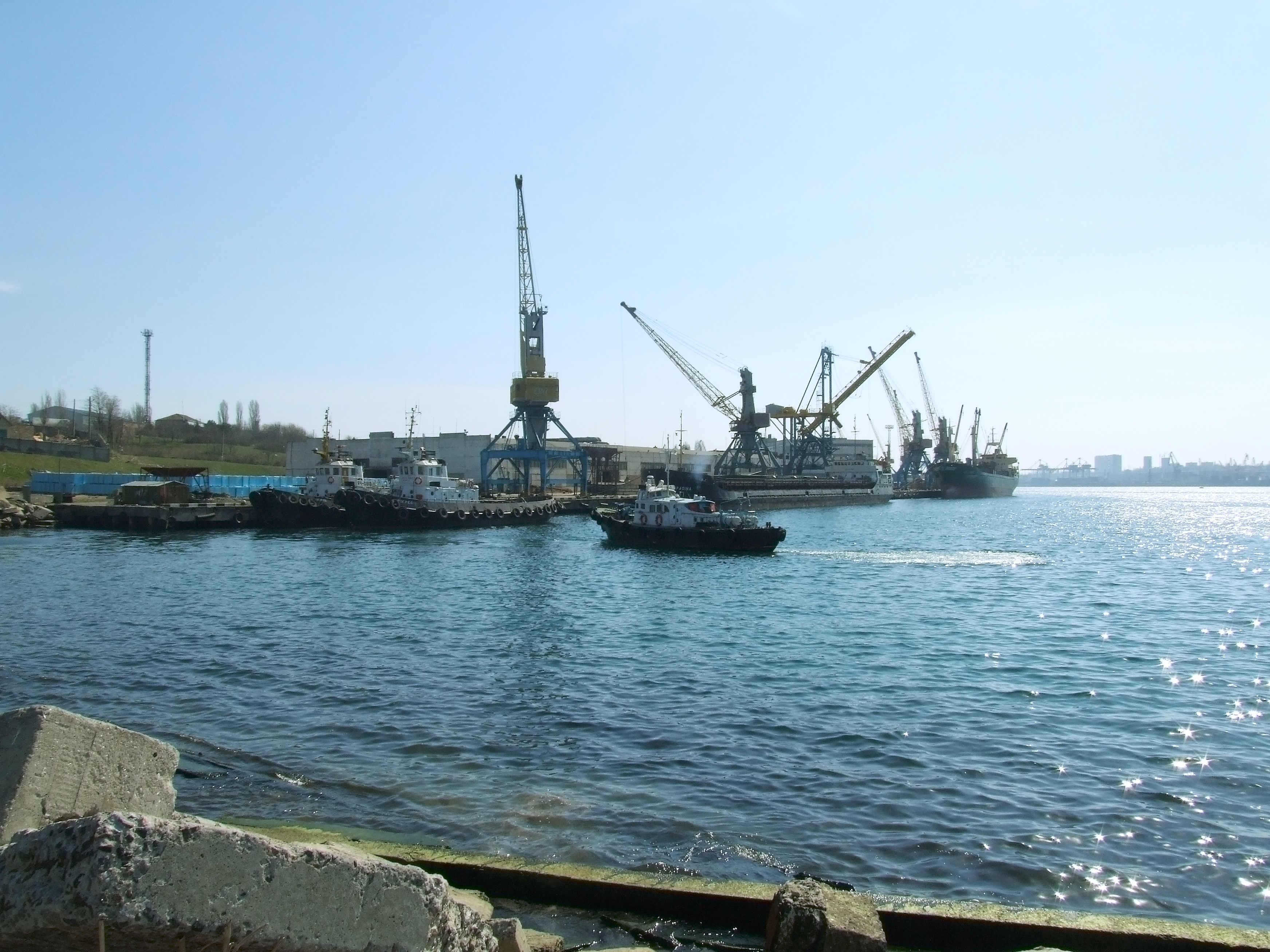
Портові споруди у пониззі лиману

| Чорне море | Це незавершена стаття про Чорне море. Ви можете допомогти проєкту, виправивши або дописавши її. |